# Astragalus inflexus
Astragalus inflexus es una especie de planta del género Astragalus, de la familia de las leguminosas, orden Fabales.

## Distribución
Astragalus inflexus se distribuye por Estados Unidos.

## Taxonomía
Fue descrita científicamente por Douglas. Fue publicada en Fl. Bor.-Amer. (Hooker) 1(3): 151 (1831).